# Добро Село (Високо)
Добро Село је насељено мјесто у граду Високом, Босна и Херцеговина.

## Становништво
|         | 2013.        | 1991.         | 1981.         | 1971.         |
| Укупно  | 319 (100,0%) | 409 (100,0%)  | 359 (100,0%)  | 321 (100,0%)  |
| Бошњаци | 313 (98,12%) | 351 (85,82%)1 | 299 (83,29%)1 | 261 (81,31%)1 |
| Хрвати  | 6 (1,881%)   | 57 (13,94%)   | 59 (16,43%)   | 58 (18,07%)   |
| Остали  | –            | 1 (0,244%)    | 1 (0,279%)    | 2 (0,623%)    |

1. 1 На пописима од 1971. до 1991. Бошњаци су пописивани углавном као Муслимани.